# وسوسه (فیلم ۱۳۶۸)
وسوسه فیلمی ایرانی به کارگردانی جمشید حیدری و محصول سال ۱۳۶۸ است. این فیلم سینمایی، ششمین اثر جمشید حیدری محسوب می‌شود. نیکی کریمی نخستین حضور سینمایی خود را در این فیلم تجربه کرد.

## داستان فیلم
دو مرد پس از سرقت مقداری جواهر با اتومبیلی دزدی می‌گریزند. پلیس به تعقیب آن دو می‌پردازد. آن‌ها کیف محتوی جواهرها را در ساختمانی نیمه تمام پنهان می‌کنند و قبل از این که موفق به فرار شوند دستگیر می‌شوند. پس از آزادی به محل جواهرهای دفن شده می‌روند. جوان دوچرخه‌سازی ساکن خانه است. دو سارق می‌کوشند با فریب جوان دوچرخه ساز به جواهرها دست یابند، اما جوان که به رفتار آن دو شک کرده است خود درصدد تصاحب جواهرها برمی آید. کش مکش آن‌ها به کوچه و خیابان کشیده می‌شود و کیف محتوی جواهرها به دره‌ای پرتاب می‌شود.